# WebCite
WebCite — інтернет-сервіс, що виконує архівування вебсторінок за запитом. Згодом на заархівовану сторінку можна послатися через URL. Користувачі мають можливість отримати архівну сторінку в будь-який момент і без обмежень, до того ж не важливий статус й стан оригінальної вебсторінки, з якої була зроблена архівна копія. Таке архівування особливо важливо в академічному контексті. WebCite є некомерційним консорціумом, який підтримується видавцями та редакторами, і може використовуватися будь-ким безкоштовно.
На відміну від проєкту «Архів Інтернету», WebCite не використовує роботів для автоматичної архівації всіх підряд вебсторінок. WebCite архівує сторінки тільки у відповідь на прямий запит користувача. WebCite архівує весь контент на сторінці — HTML, PDF, таблиці стилів, JavaScript і зображення. WebCite також архівує метадані про архівуємі ресурси, такі як час доступу, MIME тип та довжину контенту. Ці метадані корисні для встановлення автентичності та походження архівованих даних.
WebCite є членом «англ. International Internet Preservation Consortium»..

## Історія
Задуманий в 1997 році Гюнтером Айзенбахом (англ. Gunther Eysenbach), WebCite був публічно описаний в наступному році, коли в статтях про контроль якості Інтернету з'явилися заяви, що подібний сервіс може вимірювати інтенсивність цитування вебсторінок. У тому ж році був здійснений пілотний запуск сервісу за адресою webcite.net (див. архівні скріншоти «WebCite» через «Wayback Machine» архівовані 3 лютого 1999 р.). Незабаром після цього на ринок вийшли «Google» й «Архів Інтернету», що зменшило потребу в сервісі типу WebCite.
Ідея WebCite була відроджена в 2003 р., коли в дослідженні, опублікованому в журналі «Science», були зроблені висновки, що до сих пір не існує адекватного та відповідного рішення для архівації вебсторінок. «Архів Інтернету» і «Google» не надають архівацію «за запитом» користувача, й вони не мають необхідного інтерфейсу для наукових журналів і видавництв, який би дозволяв автоматизувати архівацію цитованих посилань. На 2008 рік понад 200 журналів почали повсякденно використовувати WebCite.
Лоуренс Лессіг, американський академік, який досліджує теми авторського права та технологій, використовував WebCite в своєму «amicus brief» в судовому процесі англ. MGM Studios, Inc. v. Grokster, Ltd., який розглядався у Верховному суді США.

### Відключення
Відключення в червні-липні 2009 року
У червні 2009 р. процес додавання до архіву WebCite нових сторінок був призупинений. 19 червня створювач WebCite написав, що збільшене навантаження на сервера є наслідком роботи бота «WebCiteBOT», який працював в Англійській Вікіпедії. Тому WebCite був переведений на новий сервер, й під час «перекладу» сервіс був недоступний. Станом на кінець червня 2009 року WebCite став повністю недоступний, посилання на раніше заархівовані сторінки не працювали. Повне відновлення функціональності сталося на другому тижні липня 2009 року.
Відключення в 2013 році
У серпні 2013 р сайт кілька днів не працював. У 2013 р. проєкт переживав труднощі з фінансуванням й оголосив збірку коштів. Якщо б не вдалося зібрати необхідну суму (22,5 тис. доларів), WebCite припинив архівацію з грудня 2013 року.
Відключення в 2014 році
В кінці січня та першій половині лютого 2014 р. сайт не працював. У грудні були доступні старі посилання, проте кешування нових було неможливе через нестачу вільного місця. В кінці року проблему вдалося вирішити й сервіс працював в штатному режимі знову.

## Порядок архівації
WebCite дозволяє робити архівацію за запитом (англ. On-demand). Він не використовує вебкраулерів, сторінки архівуються тільки на прямий запит користувача.
Щоб ініціювати кешування й архівування сторінки, автор може використовувати спеціальне меню на сайті або створити спеціальний букмарклет, завдяки якому можливо переходити на заархівовану сторінку за допомогою простого «кліка» на відповідній закладці.
Заархівована на сервері WebCite сторінка доступна через дві різні вебадреси (URL): довгий і укорочений. Довга вебадреса містить в собі URL оригінальної (архівованої) сторінки та дату архівації. Використовується така схема:
http://webcitation.org/query?url=URL&date=DATE
, де URL є URL-адресою оригінальної сторінки, яка піддалася архівуванню, а DATE є датою архівації. 
Наприклад:
http://webcitation.org/query?url=http%3A%2F%2Fen.wikipedia.org%2Fwiki%2FMain_Page&date=2008-03-04
Інша, скорочена форма не містить оригінальної URL-адреси й дати, але значно коротше, ніж довга форма. Наприклад, скорочена форма вищенаведеної сторінки буде наступною:
http://webcitation.org/5W56XTY5h [Архівовано 16 лютого 2012 у Wayback Machine.]
І довга, і коротка форма, яка наведена як приклад, посилається на ту ж саму сторінку: https://en.wikipedia.org/wiki/Main_Page [Архівовано 2 грудня 2003 у Wayback Machine.], що була архівована 4 березня 2008 року.
Форма архівації на сторінці http://www.webcitation.org/archive [Архівовано 8 червня 2016 у Wayback Machine.] (на головній сторінці WebSite за адресою http://www.webcitation.org [Архівовано 24 лютого 2013 у Archive.is] натиснувши на «ARCHIVE» у верхній частині екрану).
Для заповнення обов'язкові є лише перші два поля цієї форми.
- Перше поле: «URL to Archive [url]». У нього вводять повний URL (вебадресу) сторінки, яку потрібно заархівувати.
- Друге поле: «Your (citing author) E-mail Address [email]». У нього вводять адресу електронної пошти, на яку WebCite може надіслати повідомлення про результат архівації. Якщо архівація успішна, тоді в листі надходить посилання на заархівовану копію оригінальної сторінки. WebCite використовує поштові адреси користувачів тільки для надсилання звітів про результати архівації, не використовує їх в інших цілей (напр. реклама і спам).

Всі наступні поля не обов'язкові для заповнення, проте їх рекомендують заповнити. Інформація з них використовується як метадані та зберігається в архіві WebCite разом з архівною копією. Якщо для якогось поля немає інформації, наприклад невідомий автор або дата публікації (див. опис полів нижче), то відповідні поля залишаються незаповненими.
- В поле «Title» вводять назву матеріалу, який розміщений на архівуємій сторінці.
- В поле «Author (s)» вводять ім'я автора (імена авторів) цього матеріалу в форматі «Прізвище, Ім'я»; якщо авторів декілька, розділяють їх імена крапкою з комою.
- В поле «Cited Author's E-mail» вводять електронну адресу автора (електронні адреси авторів) матеріалу.
- В поле «Publisher» вводять назву сайту або організації, на сайті якої розміщена архівована вебсторінка.
- В поле «Date» вводять дату публікації матеріалу, якщо вона відома, з максимальною точністю аж до дня в форматі рррр-мм-дд (наприклад, 1998-10-06). Якщо день невідомий, а відомий тільки місяць і рік, використовують формат рррр-мм (наприклад, 1998-10), а якщо відомий тільки рік, використовують рррр (наприклад, 1998). Якщо дата взагалі невідома, залишають поле порожнім.
- В поле «Subject Keywords» вводять одне або кілька ключових слів для матеріалу, який розміщений на архівованій сторінці.

Коли поля заповнені, натискають кнопку «Submit». Через якийсь час користувачеві буде показана інша сторінка, на якій буде інформація про результат архівування.

### Використання
До прикладу в шаблоні {{cite web}} є два параметри, спеціально призначені для архівних посилань: archiveurl і archivedate. У першому параметрі вказують власне посилання на архівну копію, в довгій або укороченій формі. У другому параметрі вказують дату архівації, тобто того дня, коли було зроблено вебархівування.

## Модель бізнесу
Слово WebCite є зареєстрованою торговою маркою.
WebCite не бере гроші з будь-яких користувачів сервісу. WebCite отримує дохід від пожертвувань видавців, які хочуть, щоб «їх публікації були проаналізовані та цитованими через вебархів». На початку своєї роботи WebCite отримував гроші від Торонтського університету.
Восени 2013 р. велися переговори про можливість створення комерційного сервісу на базі WebCite.

## Авторські права
WebCite підтримує правову позицію, згідно якої його архівна діяльність допускається доктринами сумлінного використання та наявної ліцензії. Для підтримки аргументу про сумлінне використання WebCite вказує, що його архівні копії вебсторінок є трансформативними творами (англ. Transformativeness), вони є суспільно-корисними для наукових досліджень і не завдають шкоди ринковій вартості будь-якій  праці, що охороняється авторським правом. WebCite підкреслює, що кешування та архівування вебсторінок не може визначатись як порушення авторського права, тому що власник оригінальної сторінки має право вимагати прибрати її з архіву.
19 січня 2009р. відбувся судовий процес «англ. Field vs Google» (CV-S-04-0413-RCJ-LRL), що стосувався процесу кешування вебсторінок компанією «Google». У результаті Окружний суд Невади в США (англ. United States District Court for the District of Nevada) в судовому рішенні постановив, що кешування вебсторінок не є порушенням авторського права.
За вимогами правовласників WebCite видаляє сторінки з публічного доступу, поміщаючи їх в «темний архів» (англ. Dark archive) доступ до якого можна отримати на платній основі ($200 за 5 сторінок плюс $100 за кожні наступні 10 сторінок).